# Station Antwerpen-Haven
Station Antwerpen-Haven is een voormalig reizigersstation op het terrein van het goederen- en vormingsstation Antwerpen-Noord te Oorderen ten noorden van de stad Antwerpen. Het was via enkele P-treinen per dag over spoorlijn 27A en spoorlijn 27C vanuit Antwerpen-Centraal of Antwerpen-Berchem over Antwerpen-Noorderdokken te bereiken.
Hoewel het station reeds langer bestond als privaat station voor de personeelsleden van de NMBS, werd het station in 2004, toen de werken aan de Antwerpse Ring startten, opengesteld voor personenvervoer van en naar de Antwerpse havenbedrijven.
Het station werd aangelegd langs een spoor net ten noorden van de bundel C2, net voorbij de rangeerheuvel van de C-bundels.
Sinds 13 december 2014 is deze stopplaats gesloten voor reizigers en wordt ze enkel nog gebruikt voor personeel van de NMBS.
Het station veranderde ook van naam en heet sindsdien station Antwerpen-Noord-Main-Hub.

## Treindienst
Enkel P-treinen voor het NMBS-personeel beschikbaar.

## Reizigerstellingen
De grafiek en tabel geven het gemiddeld aantal instappende reizigers weer op een week-, zater- en zondag.
| Tabel: aantal instappende reizigers station Antwerpen-Haven | Tabel: aantal instappende reizigers station Antwerpen-Haven | Tabel: aantal instappende reizigers station Antwerpen-Haven | Tabel: aantal instappende reizigers station Antwerpen-Haven |
|                                                             | Weekdag                                                     | Zaterdag                                                    | Zondag                                                      |
| ----------------------------------------------------------- | ----------------------------------------------------------- | ----------------------------------------------------------- | ----------------------------------------------------------- |
| 2004                                                        | 150                                                         | -                                                           | -                                                           |
| 2005                                                        | 92                                                          | -                                                           | -                                                           |
| 2006                                                        | 80                                                          | -                                                           | -                                                           |
| 2007                                                        | 98                                                          | -                                                           | -                                                           |
| 2008                                                        | -                                                           | -                                                           | -                                                           |
| 2009                                                        | 119                                                         | -                                                           | -                                                           |
| 2010                                                        | -                                                           | -                                                           | -                                                           |
| 2011                                                        | -                                                           | -                                                           | -                                                           |
| 2012                                                        | 97                                                          | -                                                           | -                                                           |
| 2013                                                        | 83                                                          | -                                                           | -                                                           |
| 2014                                                        | 89                                                          | -                                                           | -                                                           |

Antwerpen-Berchem · Antwerpen-Centraal · Antwerpen-Dam · Antwerpen-Dokken en -Stapelplaatsen · Antwerpen-Harwich · Antwerpen-Haven · Antwerpen-Kiel · Antwerpen-Linkeroever · Antwerpen-Luchtbal · Antwerpen-Noord · Antwerpen-Noorderdokken · Antwerpen-Oost · Antwerpen-Schijnpoort · Antwerpen-Waas · Antwerpen-Zuid · Borgerhout · Ekeren · Ekeren-Brug · Fort 6 · Fort 7 · Fort 8 · Hoboken-Kapelstraat · Hoboken-Polder · Leugenberg · Merksem · Molenveld · Sint-Mariaburg · Wilrijk